# Дёмин, Виктор Петрович (киновед)
Ви́ктор Петро́вич Дёмин (8 мая 1937, Таганрог — 19 июня 1993, Москва) — советский и российский киновед, кинокритик, сценарист, редактор. Один из активных участников перестройки в кинематографе, главный редактор журнала «Экран» (1990—1993).

## Биография
Родился 8 мая 1937 года в Таганроге. В 1954 году окончил среднюю школу № 2 имени А. П. Чехова. Поступил на киноведческий факультет Всесоюзного государственного института кинематографии, который окончил в 1960 году. По окончании института работал научным сотрудником отдела научной обработки отечественного фильмофонда Госфильмофонда СССР, а затем — редактором редакции теории и истории кино издательства «Искусство».
В 1973 году защитил диссертацию на соискание учёной степени кандидата искусствоведения по теме «Диалектика сюжета и фабулы в современной кинодраматургии». Работал старшим научным сотрудником сектора художественных проблем средств массовых коммуникаций Всесоюзного научно-исследовательского института искусствознания.
С 1986 года — секретарь правления Союза кинематографистов СССР. С 1990 по 1993 год — главный редактор журнала «Экран».
С 1963 года печатался по вопросам киноискусства в научных сборниках, в журналах «Советский экран» («Экран»), «Искусство кино», «Спутник кинозрителя», «Огонёк», «Советский фильм», «Кино» (Латвия), «Кино» (Литва), «Фильмови новини» (Болгария) и других, в газетах «Советская культура», «Советское кино», «Учительская газета» и других.
Автор ряда сценариев документальных и игровых фильмов, а также нескольких рассказов. Снялся в эпизодах нескольких фильмов.
С 1965 года читал цикл лекций «Теория и практика киносценария», а в 1980-е годы — «Эстетика киноязыка» на Высших курсах сценаристов и режиссёров.
Сын — кинооператор Илья Дёмин; внучка — киновед Екатерина Дёмина.
Умер от сердечного приступа. Похоронен на Домодедовском кладбище.

## Фильмография
- 1993 — Нимб — актёр
- 1993 — Русский счёт — актёр (эпизод)
- 1990 — Враг народа — Бухарин — соавтор сценария, актёр (газетчик)
- 1990 — Футболист — актёр (Григорий Давыдович, главарь мафии)
- 1989 — А был ли Каротин? — соавтор сценария, вместе с Г. Полокой и В. Ишимовым
- 1988 — Дорогое удовольствие — актёр (врач)
- 1986 — Я — вожатый форпоста — актёр (отец Самочадова)
- 1986 — Обвиняется свадьба — актёр (адвокат)

## Публикации

### Книги
- Дёмин В. Фильм без интриги.  (недоступная ссылка) — М.: Искусство, 1966. — 220 с.
- Янушевская И., Дёмин В. Жан Марэ. Человек, актёр, миф, маска.  (недоступная ссылка) — М.: Искусство, 1969. — 240 с.
- Дёмин В. Первое лицо: художник и экранные искусства. — М.: Искусство, 1977. — 287 с.
- Дёмин В. Стареют ли фильмы?  (недоступная ссылка) — М.: БПСК, 1978. — 56 с.
- Дёмин В. Воспитание чувств. — М., 1980.
- Дёмин В. П. Кино в системе искусств (недоступная ссылка) // Вайсфельд И. В., Дёмин В. П., Соболев Р. П. Встречи с X музой: Беседы о киноискусстве: Для учащихся старших классов. — Кн. 1. — М.: Просвещение, 1981. — С. 108—166.
- Дёмин В. П. Как делаются фильмы (недоступная ссылка) // Вайсфельд И. В., Дёмин В. П., Михалкович В. М. Встречи с X музой: Беседы о киноискусстве: Для учащихся старших классов. — Кн. 2. — М.: Просвещение, 1981. — С. 4—78.
- Дёмин В. Человек на земле. — М., 1982.
- Дёмин В. Витаутас Желакявичус: Портрет режиссёра.  (недоступная ссылка) — М.: Союзинформкино, 1982. — 32 с.
- Дёмин В. П. Виталий Мельников: Три беседы с режиссёром (недоступная ссылка). — М.: ВБПК, 1984. — 144 с.
- Дёмин В. Поговорим о кино.  (недоступная ссылка) — М.: Знание, 1984. — 63 с.
- Дёмин В. Эльдар Рязанов: Творческий портрет.  (недоступная ссылка) — М.: Союзинформкино, 1984. — 40 с.
- Дёмин В., Ишимов В. Встречи на опалённой земле. — М., 1985.
- Массовые виды искусства и современная художественная культура / Под редакцией В. П. Дёмина. — М., 1986.
- Дёмин В. Георгий Данелия. — М., 1986.
- Дёмин В. Глеб Панфилов. — М., 1986.
- Дёмин В. Сергей Соловьёв. — М., 1987.
- Дёмин В. Цветение земли. Книга о тринадцати литовских фотографах. — М.: Искусство, 1987. — 221 с. ил. 25 см.
- Дёмин В. Виктор Проскурин: Счастье быть актёром.  (недоступная ссылка) — М.: Киноцентр, 1988. — [64] с.
- Дёмин В. Леонид Марягин: Коллеги и друзья в рассказах режиссёра и портрет самого режиссёра, увиденный критиком.  (недоступная ссылка) — М.: Союзинформкино, 1988. — 32 с.
- Дёмин В. Алоиз Бренч: Творческий портрет. — М., 1990.
- Дёмин В. Леонид Ярмольник. — М., 1991.

### Статьи
Точное число статей Виктора Дёмина, опубликованных в разных журналах и газетах в разных странах (некоторые из них так и не увидели свет при жизни автора), подсчитать точно чрезвычайно трудно. Их число приближается к шести сотням.

## Воспоминания о В. П. Дёмине
- Виктор Дёмин. Не для печати / Ред.-сост. Т. Е. Запасник. — М.: Лексика, 1996. — 431 с.
- Аннинский Л. Безумец Господа в роли директора сумасшедшего дома: К выходу в свет книги «Виктор Дёмин. Не для печати».  (недоступная ссылка) // Культура. 1996.
- Босенко, Валерий. Конфеты от Вити Дёмина: Рассказ.  (недоступная ссылка)
- Фёдоров А. В. Кинокритик Виктор Дёмин: Письма к провинциалу // Медиаобразование. — 2016. — № 1.